# Campeonato Europeo de Atletismo Sub-23 de 2009
El VII Campeonato Europeo de Atletismo Sub-23 se celebró en la ciudad de Kaunas (Lituania) del 16 al 19 de julio de 2009. La sede del evento fue el Estadio S. Darius y S. Girėnas.

## Resultados
Resultados del campeonato.

### Masculino
| Evento                          | Oro | Oro       | Plata                                                                          | Plata    | Bronce                                                                                               | Bronce   |
| ------------------------------- | --- | --------- | ------------------------------------------------------------------------------ | -------- | --- | -------- |
| 100 m (viento: +1.5 m/s)        | Harry Aikines-Aryeetey Reino Unido                                                                                | 10.15     | Leevan Yearwood Reino Unido                                                    | 10.26    | RJ Pierre-Forde Reino Unido                                                                          | 10.28    |
| 200 m (viento: -0.2 m/s)        | Toby Sandeman Reino Unido                                                                                         | 20.37     | Aleixo-Platini Menga · Alemania                                                | 20.59    | Ihor Bodrov · Ucrania                                                                                | 20.61    |
| 400 m                           | Yannick Fonsat Francia                                                                                            | 45.68     | Nigel Levine Reino Unido                                                       | 45.78    | Jan Ciepiela · Polonia                                                                               | 45.81    |
| 800 m                           | Adam Kszczot · Polonia                                                                                            | 1:45.81   | Marcin Lewandowski · Polonia                                                   | 1:46.52  | Robin Schembera · Alemania                                                                           | 1:46.63  |
| 1.500 m                         | Ivan Tukhtachev · Rusia                                                                                           | 3:51.19   | James Brewer Reino Unido                                                       | 3:51.33  | Jakub Holuša · República Checa                                                                       | 3:51.46  |
| 5.000 m                         | Mohamed Elbendir · España                                                                                         | 13:55.10  | Noureddine Smaïl Francia                                                       | 13:59.23 | David McCarthy Irlanda                                                                               | 14:00.78 |
| 10.000 m                        | Selim Bayrak Turquía                                                                                              | 29:47.15  | Andrea Lalli · Italia                                                          | 29:49.80 | Dmytro Lashyn · Ucrania                                                                              | 30:08.44 |
| 110 m vallas (viento: -0.7 m/s) | Artur Noga · Polonia                                                                                              | 13.47     | Gianni Frankis Reino Unido                                                     | 13.57    | Callum Priestley Reino Unido                                                                         | 13.63    |
| 400 m vallas                    | Lloyd Hanley-Byron Reino Unido                                                                                    | 49.62     | Stanislav Melnykov · Ucrania                                                   | 49.88    | Vincent Vanryckeghem · Bélgica                                                                       | 49.90    |
| 3.000 m obstáculos              | Aleksandr Pavelyev · Rusia                                                                                        | 8:40.55   | José Luis Galván · España                                                      | 8:41.53  | Krystian Zalewski · Polonia                                                                          | 8:42.06  |
| 20 km marcha                    | Miguel Ángel López · España                                                                                       | 1:22:23   | Dzianis Simanovich · Bielorrusia                                               | 1:22:57  | Matteo Giupponi · Italia                                                                             | 1:23:00  |
| 4 x 100 metros                  | Reino Unido Ryan Scott Toby Sandeman Rion Pierre Leevan Yearwood                                                  | 39.09     | Francia Emmanuel Biron Mickael Arminana Pierre-Alexis Pessonneaux Teddy Tinmar | 39.26    | Polonia · Kamil Kryński · Artur Zaczek · Olaf Paruzel · Jakub Adamski                                | 39.52    |
| 4 x 400 metros                  | Polonia · Marcin Sobiech · Jakub Krzewina · Michał Pietrzak · Jan Ciepiela · Łukasz Krawczuk · Sebastian Porządny | 3:03.74   | Italia · Marco Vistalli · Isalbet Juarez · Domenico Fontana · Matteo Galvan    | 3:03.79  | Francia Bruno Naprix Mame-Ibra Anne Yoann Décimus Yannick Fonsat Abdesslam Merabet Adrien Clemenceau | 3:04.06  |
| Salto de altura                 | Sylwester Bednarek · Polonia                                                                                      | 2.28      | Oleksandr Nartov · Ucrania                                                     | 2.26     | Andriy Protsenko · Ucrania                                                                           | 2.24 =   |
| Salto con pértiga               | Raphael Holzdeppe · Alemania                                                                                      | 5.65      | Luke Cutts Reino Unido                                                         | 5.60     | Dimitrios Patsoukakis · Grecia                                                                       | 5.55     |
| Salto de longitud               | Janis Leitis Letonia                                                                                              | 7.90      | Pavel Karavayev · Rusia                                                        | 7.86     | Mikko Kivinen · Finlandia                                                                            | 7.85 =   |
| Triple salto                    | Daniele Greco · Italia                                                                                            | 17.20 s23 | Zhivko Petkov Bulgaria                                                         | 16.81    | Aliaksandr Liabedzka · Bielorrusia                                                                   | 16.80    |
| Peso                            | Valeriy Kokoyev · Rusia                                                                                           | 20.20     | Nick Petersen Dinamarca                                                        | 18.94    | Mateusz Mikos · Polonia                                                                              | 18.89    |
| Disco                           | Nikolay Sedyuk · Rusia                                                                                            | 60.80     | Irfan Yildirim · Ucrania                                                       | 59.61    | Martin Wierig · Alemania                                                                             | 59.12    |
| Martillo                        | Yury Shayunou · Bielorrusia                                                                                       | 78.16     | Anatoliy Pozdnyakov · Rusia                                                    | 72.42    | Alexander Ziegler · Alemania                                                                         | 72.32    |
| Jabalina                        | Ari Mannio · Finlandia                                                                                            | 84.57     | Petr Frydrych · República Checa                                                | 80.53    | Spiridon Lempesis · Grecia                                                                           | 79.37    |
| Decatlón                        | Eelco Sintnicolaas · Países Bajos                                                                                 | 8112      | Mateo Sossah Francia                                                           | 7885     | Mihail Dudaš Serbia                                                                                  | 7855 s23 |

### Femenino
| Evento                          | Oro                                                                                               | Oro      | Plata                                                                                               | Plata    | Bronce                                                                                                   | Bronce   |
| ------------------------------- | ------------------------------------------------------------------------------------------------- | -------- | --------------------------------------------------------------------------------------------------- | -------- | --- | -------- |
| 100 m (viento: +0.2 m/s)        | Lina Grinčikaitė · Lituania                                                                       | 11.37    | Natalia Pohrebniak · Ucrania                                                                        | 11.45    | Marika Popowicz · Polonia                                                                                | 11.50    |
| 200 m (viento: -1.4 m/s)        | Aleksandra Fedoriva · Rusia                                                                       | 22.97    | Ewelina Ptak · Polonia                                                                              | 23.07    | Marika Popowicz · Polonia                                                                                | 23.25    |
| 400 m                           | Xenia Ustalova · Rusia                                                                            | 51.74    | Kseniya Zadorina · Rusia                                                                            | 51.76    | Anna Gordeyeva · Rusia                                                                                   | 52.58    |
| 800 m                           | Yelena Kotulskaya · Rusia                                                                         | 1:58.94  | Nataliya Lupu · Ucrania                                                                             | 2:01.08  | Agnieszka Leszczyńska · Polonia                                                                          | 2:01.53  |
| 1.500 m                         | Sultan Haydar Turquía                                                                             | 4:14.12  | Kristina Ugarova · Rusia                                                                            | 4:14.78  | Alena Fesenko · Rusia                                                                                    | 4:15.86  |
| 5.000 m                         | Natalya Popkova · Rusia                                                                           | 15:54.11 | Sviatlana Kudzelich · Bielorrusia                                                                   | 16:03.85 | Emily Pidgeon Reino Unido                                                                                | 16:04.71 |
| 10.000 m                        | Natalya Popkova · Rusia                                                                           | 33:37.31 | Zsófia Erdélyi · Hungría                                                                            | 33:39.89 | Azra Eminović Serbia                                                                                     | 33:47.19 |
| 100 m vallas (viento: -2.0 m/s) | Christina Vukicevic · Noruega                                                                     | 12.99    | Yekaterina Shtepa · Rusia                                                                           | 13.28    | Alina Talay · Bielorrusia                                                                                | 13.30    |
| 400 m vallas                    | Perri Shakes-Drayton Reino Unido                                                                  | 55.26    | Eilidh Doyle Reino Unido                                                                            | 55.32    | Darya Korableva · Rusia                                                                                  | 56.08    |
| 3.000 m obstáculos              | Ancuţa Bobocel · Rumania                                                                          | 9:47.90  | Julia Hiller · Alemania                                                                             | 9:57.44  | Susi Lutz · Alemania                                                                                     | 10:01.87 |
| 20 km marcha                    | Yelena Shumkina · Rusia                                                                           | 1:33:05  | Zuzana Schindlerová · República Checa                                                               | 1:33:42  | Tatyana Shemyakina · Rusia                                                                               | 1:34:13  |
| 4 x 100 metros                  | Reino Unido Annabelle Lewis Joey Duck Lucy Sargent Elaine O'Neill                                 | 43.89    | Polonia · Agnieszka Ceglarek · Marika Popowicz · Ewelina Ptak · Weronika Wedler · Milena Pędziwiatr | 43.90    | Lituania · Silvija Peseckaitė · Lina Andrijauskaitė · Sonata Tamošaitytė · Lina Grinčikaitė              | 44.09    |
| 4 x 400 metros                  | Rusia · Anna Gordeyeva · Kseniya Zadorina · Kseniya Vdovina · Xenia Ustalova · Lyudmila Mochalina | 3:27.59  | Alemania · Esther Cremer · Jill Richards · Janin Lindenberg · Sorina Nwachukwu · Lena Schmidt       | 3:29.21  | Bielorrusia · Maryna Liboza · Katsiaryna Mishyna · Hanna Tashpulatava · Alena Kievich · Maryia Kavaliova | 3:30.45  |
| Salto de altura                 | Aleksandra Shamsutdinova · Rusia                                                                  | 1.89     | Melanie Bauschke · Alemania                                                                         | 1.89     | Urszula Gardzielewska · Polonia                                                                          | 1.86     |
| Salto con pértiga               | Lisa Ryzih · Alemania                                                                             | 4.50 =   | Minna Nikkanen · Finlandia                                                                          | 4.45     | Vanessa Vandy · Finlandia                                                                                | 4.35     |
| Salto de longitud               | Melanie Bauschke · Alemania                                                                       | 6.83     | Nastassia Mironchyk · Bielorrusia                                                                   | 6.76     | Éloyse Lesueur Francia                                                                                   | 6.72     |
| Triple salto                    | Paraskevi Papachristou · Grecia                                                                   | 14.34    | Cristina Bujin · Rumania                                                                            | 14.26    | Liliya Kulyk · Ucrania                                                                                   | 13.88    |
| Peso                            | Denise Hinrichs · Alemania                                                                        | 19.18    | Irina Tarasova · Rusia                                                                              | 17.90    | Alena Kopets · Bielorrusia                                                                               | 17.72    |
| Disco                           | Eden Francis Reino Unido                                                                          | 57.29    | Vera Ganeyeva · Rusia                                                                               | 54.48    | Jade Lally Reino Unido                                                                                   | 54.44    |
| Martillo                        | Zalina Marghieva Moldavia                                                                         | 67.67    | Kateřina Šafránková · República Checa                                                               | 63.01    | Sarah Holt Reino Unido                                                                                   | 62.55    |
| Jabalina                        | Madara Palameika Letonia                                                                          | 64.51    | Vera Rebrik · Ucrania                                                                               | 61.43    | Anna Wessman · Suecia                                                                                    | 55.91    |
| Heptatlón                       | Aiga Grabuste Letonia                                                                             | 6396     | Olga Kurban · Rusia                                                                                 | 6205     | Nadezhda Serguéyeva · Rusia                                                                              | 6118     |

## Medallero
| Núm. | País            | Oro | Plata | Bronce | Total |
| ---- | --------------- | --- | ----- | ------ | ----- |
| 1    | Rusia           | 12  | 8     | 5      | 25    |
| 2    | Reino Unido     | 7   | 6     | 5      | 18    |
| 3    | Alemania        | 4   | 4     | 4      | 12    |
| 4    | Polonia         | 4   | 3     | 8      | 15    |
| 5    | Letonia         | 3   | 0     | 0      | 3     |
| 6    | España          | 2   | 1     | 0      | 3     |
| 7    | Turquía         | 2   | 0     | 0      | 2     |
| 8    | Bielorrusia     | 1   | 3     | 4      | 8     |
| 9    | Francia         | 1   | 3     | 2      | 6     |
| 10   | Italia          | 1   | 2     | 1      | 4     |
| 11   | Finlandia       | 1   | 1     | 2      | 4     |
| 12   | Rumania         | 1   | 1     | 0      | 2     |
| 13   | Grecia          | 1   | 0     | 2      | 3     |
| 14   | Lituania        | 1   | 0     | 1      | 2     |
| 15   | Moldavia        | 1   | 0     | 0      | 1     |
| 15   | Países Bajos    | 1   | 0     | 0      | 1     |
| 15   | Noruega         | 1   | 0     | 0      | 1     |
| 18   | Ucrania         | 0   | 6     | 4      | 10    |
| 19   | República Checa | 0   | 3     | 1      | 4     |
| 20   | Bulgaria        | 0   | 1     | 0      | 1     |
| 20   | Dinamarca       | 0   | 1     | 0      | 1     |
| 20   | Hungría         | 0   | 1     | 0      | 1     |
| 23   | Serbia          | 0   | 0     | 2      | 2     |
| 24   | Bélgica         | 0   | 0     | 1      | 1     |
| 24   | Irlanda         | 0   | 0     | 1      | 1     |
| 24   | Suecia          | 0   | 0     | 1      | 1     |

## Récords

### Récords del campeonato
| Atleta            | Nación    | Prueba              | Marca   | Ronda | Fecha          |
| ----------------- | --------- | ------------------- | ------- | ----- | -------------- |
| Ari Mannio        | Finlandia | Jabalina masculino  | 84.57   | Final | 18 de julio    |
| Yelena Kotulskaya | Rusia     | 800 metros femenino | 1:58.94 | Final | 18 de julio    |
| Aiga Grabuste     | Letonia   | Heptatlón           | 6396    | Final | 18-19 de julio |
| Madara Palameika  | Letonia   | Jabalina femenino   | 64.51   | Final | 19 de julio    |

### Mejores marcas españolas sub-23
| Atleta           | Prueba    | Marca | Ronda | Fecha          |
| ---------------- | --------- | ----- | ----- | -------------- |
| Bárbara Hernando | Heptatlón | 5583  | Final | 18-19 de julio |